# Samboan
Samboan è una municipalità di quinta classe delle Filippine, situata nella Provincia di Cebu, nella Regione del Visayas Centrale.
Samboan è formata da 15 baranggay:
- Basak
- Bonbon
- Bulangsuran
- Calatagan
- Cambigong
- Camburoy
- Canorong
- Colase
- Dalahikan
- Jumangpas
- Monteverde
- Poblacion
- San Sebastian
- Suba
- Tangbo